# 서울다솜관광고등학교
서울다솜관광고등학교는 서울특별시 종로구에 위치한 다문화 청소년을 위한 고등학교 학력인정 공립 대안학교이다.

## 학교 연혁
- 2010년 12월 20일: 사회통합위원회 주관 관계부처 MOU체결
- 2011년 3월 14일: 국제다솜학교 설립 기본 계획 수립
- 2011년 3월 21일: 2011년 제1회 대안학교 설립 운영위원회 개최
- 2011년 9월 8일: 2011년 제2회 서울특별시립학교 교명제정위원회 심의-서울다솜학교
- 2011년 9월 26일: 국제다솜학교 설립 세부추진 계획(안) 수립
- 2011년 9월 27일: 2011년 제2, 3회 서울특별시교육청대안학교설립운영위원회-대안학교 설립계획 심의
- 2011년 11월 9일: 2011년 제4회 서울특별시교육청대안학교설립운영위원회-대안학교 설립인가 심의
- 2011년 11월 22일: 서울다솜학교 개교 및 운영을 위한 자문위원회 구성 및 협의회
- 2012년 3월 1일: 성동공업고등학교 내에서 서울다솜학교 개교
- 2016년 3월 1일: 구 서울숭신초등학교 부지로 이전
- 2017년 3월 1일: 서울다솜학교에서 서울다솜관광고등학교로 교명 개칭[1]